# Valonia prusiana

Waimes y Malmedy, comunas belgas de la Valonia prusiana, marcadas en color verde.

La Valonia prusiana, también conocida como Valonia malmediana es una parte del antiguo departamento francés de Ourthe, cedido a Prusia en 1815 en virtud del Congreso de Viena, y anexado posteriormente a Bélgica en 1919 como consecuencia del Tratado de Versalles. Durante la época que formaba parte de la Prusia, sus habitantes fueron sometidos a proceso de germanización. Ocupa las comunas de Waimes y Malmedy, las únicas de los cantones del este donde tradicionalmente se ha hablado francés y valón. 
Hoy en día, esta región pertenece a la provincia de Lieja, situado en la región valona. La región es mayoritariamente de habla francesa, aunque están incluidos dentro de los municipios con facilidades lingüísticas.